# 매스커레이드 나이트
《매스커레이드 나이트》(일본어: マスカレード・ナイト 마스카레도 나이트[*])은 히가시노 게이고의 추리 소설로 〈매스커레이드〉 시리즈의 세 번째 작품이다.

## 개요
2017년 9월 15일 슈에이샤에서 단행본이 발간되었다. 제목 중의 〈매스커레이드〉가 영어로 가면무도회(masquerade)를 의미하는 것이기 때문에 표지에 가면이 그려져 있다.
2021년 9월 17일에 영화화되었다.

## 영화
주연은 기무라 타쿠야, 나가사와 마사미(히로인). 2021년 9월 17일 도호 배급으로 개봉되었다.

### 출연
- 닛타 고스케 - 기무라 타쿠야
- 야마기시 나오미 - 나가사와 마사미
- 노세 카즈히코 - 코히나타 후미요
- 모토미야 세이지 - 카지와라 젠
- 세키네 타쿠마 - 이즈미사와 유키
- 쿠가 아키히로 - 토네사쿠 토시히데
- 카와모토 미카 - 이시카와 렌
- 오쿠다 마유미 - 나카무라 안
- 아키야마 쿠미코 - 다나카 미나미
- 우지하라 유사쿠 - 이시구로 켄
- 쿠사카베 아츠야 - 사와무라 잇키
- 소노 마사아키 - 카츠무라 마사노부
- 소노 마치코 - 기무라 요시노
- 카노 타에코 - 오우키 카나메
- 나카네 미도리 - 아소 쿠미코
- 가이즈카 유리 - 타카오카 사키
- 우라베 미키오 - 하카타 하나마루
- 마치다 - 마츠카와 나루키
- 오다 - 키쿠치 킨야
- 사사키 - 야시바 토시히로
- 타케이 - 스다 쿠니히로
- 카와무라 - 사노 야스오미
- 와카바야시 - 타케바야시 유스케
- 소노 에이타 - 타카무라 요시히데
- 이즈미 하루나 -  아오키 미사코
- 간판의 남자 - 아카시야 산마 (우정출연)
- 타쿠라 테츠오 - 츠루미 신고
- 오자키 신지 - 사사이 에이스케
- 후지키 야스시 - 이시바시 료
- 이나가키 타츠오 - 와타베 아츠로

### 스태프
- 원작：히가시노 게이고 〈매스커레이드 나이트〉 (슈에이샤 문고)
- 감독：스즈키 마사유키
- 각본 : 오카다 미치타카
- 음악：사토 나오키
- 제작：우에하라 토시카츠, 와다쿠라 카즈토시, 이치카와 미나미
- 촬영：에하라 쇼지
- 편집 : 타구치 타쿠야
- 조명 : 요시카쿠 소스케
- 조감독：요시무라 타츠야
- 제작 스튜디오 ：씨네바자
- 제작 협력 : 영화 〈매스커레이드 나이트〉 제작위원회 (후지 TV, 슈에이샤, 제이스톰, 도호)
- 배급：도호